# Jessie (Fernsehserie)
Jessie ist eine US-amerikanische Fernsehserie der Walt Disney Company. Die Hauptrolle spielt Debby Ryan, die in Zack & Cody an Bord als Bailey Pickett bekannt wurde. Geschrieben wird die Serie von Pamela Eells O’Connell, die auch schon an der Produktion von Zack & Cody an Bord beteiligt war. Der erste Trailer zur Serie wurde während der Premiere des Disney Channel Original Movies Phineas und Ferb: Quer durch die 2. Dimension am 5. August 2011 gezeigt. Sie wurde vom 30. September 2011 bis zum 16. Oktober 2015 in den USA auf dem Disney Channel erstausgestrahlt.
Im Dezember 2012 wurde ein Crossover zwischen Jessie und Austin & Ally ausgestrahlt, daher spielen die beiden Serien im selben Serienuniversum. Das Crossover wird allerdings nur als Austin-&-Ally-Episode gezählt.
In der Folge Karate Kid-tastrophe tauchen das Tipton-Hotel und dessen Manager Mr. Moseby aus der Serie Hotel Zack & Cody auf, wobei Moseby eine Anspielung auf die beiden Hauptcharaktere macht: „Ich musste mich sechs Jahre mit nervtötenden Zwillingen rumschlagen, davon drei auf einem Kreuzfahrtschiff!“

## Handlung
Jessie ist ein 18-jähriges Mädchen, das zunächst auf einer Militärbasis in Texas lebt und dann nach New York City zieht, um anstatt einer militärischen Karriere Schauspielerin zu werden. Durch einen Zufall arbeitet sie dort jedoch als Kindermädchen für vier Kinder in einem Multi-Millionen-Dollar-Penthouse. Die anscheinend leichte Aufgabe erweist sich jedoch als stressig, eins der Kinder hat zunächst einen imaginären Freund und ein anderes einen Waran als Haustier. Unterstützung bekommt sie von dem eher etwas faulen und übergewichtigen Butler Bertram und von Tony, einem 20-jährigen Hotelportier, der zeitweise Jessies Freund ist.

## Figuren

### Hauptfiguren
Jessica „Jessie“ Prescott
ist ein zu Anfang der Serie 18-jähriges Mädchen aus Texas, das mit frisch bestandenem High-School-Abschluss nach New York fliegt, um nicht bei ihrem Vater in der Armee zu landen, sondern als Schauspielerin durchzustarten. Sie bekommt dort eine Stelle als Kindermädchen für vier reiche Kinder, nachdem ihr Portemonnaie geklaut wurde, sie ein Taxifahrer mangels Zahlungsfähigkeit rausgeschmissen hat und ihr von Zuri am Straßenrand liegend diese Stelle angeboten wurde. Als sie erfährt, dass es sich beim Arbeitgeber dieser Stelle um das Filmproduzentenpaar Ross handelt, sagt sie begeistert zu. In dieser Zeit unternimmt sie immer wieder erfolglose Versuche in der Entertainment-Industrie als Sängerin oder Schauspielerin zu arbeiten, verbreitet aber bei allen Versuchen nur heilloses Chaos.
Emma Ross
ist ein 13-jähriges Mädchen und das einzige leibliche Kind der Familie Ross. Sie kleidet sich immer sehr modebewusst und informiert sich dahingehend auch immer wieder über die neuesten Moden. Weiters orientiert Emma sich an ihrer Beliebtheit in der Schule und will oft nicht mit ihren Geschwistern dort gesehen werden. Emma mag Jessie als Freundin sehr und hilft Jessie bei deren Verabredungen mit Tony. Seit der zweiten Staffel betreibt sie ihren eigenen Modeblog unter dem Namen Kitty Cotour, möchte dabei aber anonym bleiben. Sie entwickelt in einer Folge Bärenkräfte, als sie als unbekanntes blondes Mädchen bezeichnet wird und die Bertram-Roboter, die sie festnehmen wollen, wütend in Stücke reißt, sowie als sie sich vom "Menschenmagneten" losreißt, nachdem Jessie ihr sagt, dass sie dadurch berühmt werden kann und als superintelligent, da sie das Zeitreisen erfunden hat, weil sie das Erscheinen der neuen Modekollektion nicht erwarten konnte.
Lucas „Luke“ Ross
ist ein 12-jähriger Adoptivsohn. Luke findet Jessie sehr attraktiv, obwohl sie seine Nanny ist und sechs Jahre älter als er. Oft spielt Luke Paintball im Park. Da er häufig massiven Unfug macht, und Jessie das gewohnt ist, schiebt Zuri ihm die Schuld für alles in die Schuhe. Er ist für seinen üblen Achselschweiß bekannt, der ihm auf der Suche nach seiner leiblichen Mutter zu einem Sieg in einem professionellen Wrestlingduell verhilft, allerdings zu Lasten seiner großen Liebe Jessie und des Schiedsrichters, die beide durch den Geruch in Ohnmacht fallen. Die Wrestlerin, die er wegen ihres üblen Achselschweißes für seine leibliche Mutter hält, ist es aber am Ende doch nicht, das C in der Adoptionsurkunde war nur gekleckerte Schokoladensauce.
Ravi Ross
ist ein 10-jähriger adoptierter Junge aus Indien. Er ist sehr geprägt von der östlichen Kultur, liebt aber sein neues Leben in Amerika. Ravi ist ein Pazifist und wird oft hereingelegt. Die einzige Erinnerung an seine alte Heimat ist sein Haustier Mrs. Kipling, ein Bindenwaran. Anfang der zweiten Staffel kümmert er sich aufopferungsvoll um Mrs. Kiplings Jungen. Er ist in Gruselconny verliebt, wird aber von ihr als Freund abgelehnt. Er ist ein Nerd, der in der Schule gemobbt wird.
Zuri Senobia Ross
ist ein entzückendes 7-jähriges Mädchen, das aus Uganda adoptiert wurde. Sie entdeckte Jessie zufällig nahe einem Hotel und gab ihr den Job als Nanny. Sie hat zunächst mehrere Fantasiefreunde, wie Milly the Mermaid (Milly die Meerjungfrau), und macht mit ihnen und teilweise auch mit Emma Teepartys.
Bertram Winkle
ist ein fauler und stark übergewichtiger Butler. Er ist häufig sehr genervt von den Kindern, kümmert sich aber immer sehr gut um diese. Er hat eine Leidenschaft fürs Essen und leidet am Messie-Syndrom, welches er aber dank der Kinder loswerden kann. Auch betrachtet er die Küchengeräte teils als menschliche Freunde, gibt ihnen Namen und weint ganz schrecklich bei deren Verlust, so in der Folge "das Fenster zum Jahrmarkt", wo eine Manipulation seinerseits dafür sorgt, dass Jessie gezwungen ist, fast alle Küchengeräte zu vergeben.

### Nebenfiguren
Tony Chicolini
ist ein 20-jähriger Türsteher, der zunächst heimlich in Jessie verliebt ist. Ab Mitte der ersten Staffel gehen sie erstmals miteinander aus. Er kann sehr eifersüchtig sein, so als er sich bei Jessie's Improvisationstheater-Workshop unter die Zuschauer mischte, durch Zwischenrufe Officer Pety ermunterte, Jessie zu küssen, der dafür dann eine Pizza ins Gesicht bekommen hat. Später trennen sich die beiden deswegen, kommen aber wieder zusammen. Später trennen sie sich dann doch, als Jessie meint, Tony wollte sie heiraten und mit ihr zusammen ziehen, doch der Ring im Pudding war von Stuart für Zuri, und die besichtigte kleine Wohnung mit Klappbett über der Toilette für eine WG mit seinem dicken Cousin, der nach Jessie's Meinung mehr Quadratmeter wie die Wohnung hat. Sie bleiben aber Freunde.
Mrs. Kipling Ross
ist das Haustier von Ravi, ein Bindenwaran. Ursprünglich als Mr. Kipling bezeichnet, bis Ravi in der Folge Das Doppelleben des Mr. Kipling (engl.: The Secret Life of Mr. Kipling) herausfindet, dass Mr. Kipling tatsächlich ein Weibchen ist und Junge bekommt. In der ersten Folge landet Jessie beim Käfig sauber machen beinahe im Magen dieses Tieres.
Christina Ross
ist die Mutter der vier Kinder und ein ehemaliges Fotomodell.
Morgan Ross
ist der Vater und ein berühmter Fernseh-Regisseur.
Mrs. Rhoda Chesterfield
wohnt ebenfalls im Haus der Familie Ross. Sie mag weder Jessie noch die Kinder, was auf Gegenseitigkeit beruht. Außerdem ist sie in Bertram verliebt, was er aber nicht erwidert. In der Folge "Ghostbummers" (Parodie auf Ghostbusters) nimmt der Supergeist Zorac von ihrem Körper Besitz, der sich zwar freundlicher als Mrs. Chesterfield erweist, aber die Welt vernichten will und der letztendlich von Ravis "Geisterschleim" besiegt wird. In der Folge "Keine Gnade für Mrs. Chesterfield" kauft sie das Ross'sche Penthouse, da diese durch einen Irrtum des Finanzamtes als pleite erscheinen und zieht ein. Weil sie ihre eigene Wohnung verkauft hat, muss sie nach Aufklärung des Irrtums vom Penthouse in die versiffte Wohnung von Portier Tony ziehen.
Stuart Wooten
ist ein streberhafter Junge, der in Zuri verliebt ist. Er trägt eine Brille und redet meistens etwas hochsprachig.
Officer Petey
ist ein Polizist, dem Jessie manchmal im Central Park begegnet. Er wäre lieber Schauspieler oder Sänger geworden. Und ist auch kein besonders guter Polizist.
Nanny Agatha
ist eine britische Nanny und Jessies Rivalin. Sie hat Warzen im Gesicht und grunzt beim Lachen wie ein Schwein. Sie hat eine Zwillingsschwester namens Angela, vor der sie Jessie gewarnt hat.
Conny Thompson
wird von Luke häufig „Grusel Conny“ genannt. Sie ist in Luke verknallt, der sie aber abstoßend findet. In der Folge Creepy Connie's Curtain Call spielt sie an Lukes Seite die Hauptrolle in einer Theateraufführung, nachdem sie ihre Konkurrentinnen durch Drohungen oder echte Gewalt eliminiert hat. Dies erweist sich jedoch als fruchtlos, da das Drehbuch einen Kuss der beiden nicht hergibt. Weil Luke vorgibt in ein anderes Mädchen verliebt zu sein, geht sie wütend mit dem Flammenwerfer auf ihn los und verletzt dabei Ravi, der ihr seine Liebe gesteht, aber einen Korb erhält.
In einer späteren Folge engagiert sie eine Schauspielerin, um sich als Retterin zu inszenieren. Luke fällt darauf herein und wacht als Bräutigam einer Zwangsheirat zwischen ihm und Conny aus einer Betäubung auf. Die Heirat wird jedoch durch Boomer verhindert, der dort zufällig auftaucht.
Rosie
ist eine Freundin von Emma und eigentlich das komplette Gegenteil von ihr. Sie trägt Sachen von der Müllhalde und hält Ratten als Haustiere.
Boomer
war Profiboxer und ist jetzt Betreiber der Imbissbude „Empire Skate Building“. Hier erhält Emma ihren ersten Job, bei dem sie kläglich versagt, da sie Jessie nicht als Vorgesetzte akzeptiert, einem Restaurantkritiker eine Pizza ins Gesicht wirft und nachher von Jessie animiert wird, die Bude unbeaufsichtigt zu lassen, um die Premiere eines Kinofilmes zu besuchen, wodurch fast alle Vorräte der Bude geplündert werden. Trotzdem schafft es Emma, mit den Resten alle Gäste zu bedienen. Er stellt sich später als Onkel der heiratswütigen Gruselconny heraus und faltet sie ordentlich zusammen, da sie Luke zwingen wollte, sie zu heiraten und vorher nur unter Auflagen einer Gefängnisstrafe entgangen war. Sie zeigt sich einsichtig und entschuldigt sich bei Luke.
Hudson
ist die „Nanny“ von Stuart. Er bringt ihn und die Ross-Familie manchmal in Gefahr und kennt das Wort Hygiene nicht. Er und Jessie können sich eigentlich nicht leiden, aber manchmal helfen sie sich.
Coach Penny
ist die strenge Sportlehrerin von Luke und Ravi. Sie war ein Fan von Jessie, als sie einen Song über Tony schrieb. In einer späteren Folge wird sie von Jessie vor einem Strauß gerettet, woraufhin die vorher degradierte Pfadfinderin Zuri mehrfach befördert und geehrt wird.
Bryn Breitbart
ist ein schottisches Mädchen an der Schule der Kinder und Emmas Rivalin. Sie wollte ihr Emmas Freundinnen klauen.
Darla Shannon
ist die Tochter von Cornel Shannon, die Vorgesetzte von Jessies Vater. In einer Folge der Serie heiraten Cornel Shannon und Jessies Vater, wodurch Darla Stiefschwester von Jessie wird. Obwohl sie sich nicht leiden können, da Darla Jessie als Kind in einen Brunnen geschubst hat, raufen sie sich bei der Hochzeit zusammen und begraben das Kriegsbeil, auch im Sinne von Emma, die sich in Darlas Bruder verliebt hat.

## Produktion
Obwohl die Serie in New York City spielt, werden sämtliche Aufnahmen in den Hollywood Center Studios, in denen auch Shake It Up – Tanzen ist alles, A.N.T.: Achtung Natur-Talente und Karate-Chaoten gedreht wird, gemacht. Die Produktion der Serie begann am 9. Juli 2011. Ursprünglich wurden 13 Episoden für die erste Staffel bestellt. Am 22. Juli 2011 wurde bekannt, dass die Walt Disney Company sieben weitere Folgen produzieren lässt, womit die Gesamtzahl der Episoden der ersten Staffel auf 20 stieg. Tatsächlich kam die erste Staffel dann auf 26 Folgen.
Mitte März 2012 gab der Disney Channel die Produktion einer zweiten Staffel bekannt, sowie die Planungen eines Fernsehfilmes, welche jedoch verworfen wurde.
Ende März 2013 wurde die dritte Staffel bestellt, die ab Oktober 2013 in den Vereinigten Staaten ausgestrahlt wurde. Diese umfasst auch das Weihnachtsspecial Good Luck Jessie NYC Christmas, wobei es sich um ein Crossover mit der Serie Meine Schwester Charlie handelt.
Disney bestätigte die Produktion einer vierten Staffel. Die Dreharbeiten begannen im August 2014 in Los Angeles, die Staffel wurde ab 9. Januar 2015 ausgestrahlt. Im Februar 2015 bestätigte Disney, dass die Serie nach der vierten Staffel eingestellt wird.

## Besetzung und Synchronisation
Die deutschsprachige Synchronisation entsteht unter der Dialogregie von Cornelia Meinhardt und Tanja Schmitz durch die Synchronfirma SDI Media Germany GmbH in Berlin.
| Rolle                           | Darsteller       | Hauptrolle | Nebenrolle                                     | Deutscher Synchronsprecher |
| ------------------------------- | ---------------- | ---------- | ---------------------------------------------- | -------------------------- |
| Jessica „Jessie“ Prescott       | Debby Ryan       | 1–101      |                                                | Julia Kaufmann             |
| Emma Ross                       | Peyton List      | 1–101      |                                                | Mathilda von Benda         |
| Ravi Ross                       | Karan Brar       | 1–101      |                                                | Nicolas Rathod             |
| Luke Ross                       | Cameron Boyce    | 1–101      |                                                | Simon Dirks                |
| Zuri Ross                       | Skai Jackson     | 1–101      |                                                | Zalina Sanchez Decke       |
| Bertram Winkle                  | Kevin Chamberlin | 1–101      |                                                | Lutz Schnell               |
| Tony Chiccolini                 | Chris Galya      |            | 1–101                                          | Ricardo Richter            |
| Mrs. Rhoda Chesterfield         | Carolyn Hennesy  |            | 2, 10, 12, 16, 28, 30, 55, 75, 76, 78, 98, 100 | Ulrike Möckel              |
| Christina Ross                  | Christina Moore  |            | 1, 8, 14, 25, 31, 59, 101                      | Victoria Sturm             |
| Stuart Wooten                   | J.J. Totah       |            | 28, 33, 47, 48, 66, 69, 99                     |                            |
| Brooks Wentworth                | Pierson Fode     |            | 75–78, 82                                      | Dirk Stollberg             |
| Morgan Ross                     | Chip Esten       |            | 1, 8, 9, 25, 59                                | Viktor Neumann             |
| Nanny Agatha                    | Jennifer Veal    |            | 14, 18, 19, 38                                 | Nicole Hannak              |
| Officer Petey                   | Joey Richter     |            | 17, 24, 28, 38                                 | Constantin von Jascheroff  |
| Connie „Grusel-Connie“ Thompson | Sierra McCormick |            | 7, 23, 65                                      | Paulina Rümmelein          |
| Rosie                           | Kelly Gould      |            | 29, 31, 42                                     | Marie Christin Morgenstern |
| Coach Penny                     | Lauren Pritchard |            | 40, 43, 67                                     | Peggy Sander               |
| Roger Bevans                    | Napoleon Ryan    |            |                                                | David Nathan               |

## Staffeln
Die Pilotfolge erreichte 4,6 Millionen Menschen und ist damit der beste Serienstart an einem Freitag seit der Premiere von Zack & Cody an Bord.

### Ausstrahlung
| Staffel   | Episoden | Ausstrahlung (USA) Disney Channel        | Ausstrahlung (Deutschland)               | Ausstrahlung (Deutschland)             |
| Staffel   | Episoden | Ausstrahlung (USA) Disney Channel        | Disney Channel                           | Super RTL                              |
| --------- | -------- | ---------------------------------------- | ---------------------------------------- | -------------------------------------- |
| Staffel 1 | 26       | 30. September 2011 bis 7. September 2012 | 28. Januar 2012 bis 17. September 2012   | 2. November 2012 bis 7. Dezember 2012  |
| Staffel 2 | 28       | 5. Oktober 2012 bis 13. September 2013   | 11. März 2013 bis 9. November 2013       | 1. September 2013 bis 9. November 2013 |
| Staffel 3 | 27       | 5. Oktober 2013 bis 28. November 2014    | 29. September 2014 bis 21. November 2015 |                                        |
| Staffel 4 | 20       | 9. Januar 2015 bis 16. Oktober 2015      | 23. November 2015 bis 11. Dezember 2015  |                                        |

Einzelne Episoden der ersten beiden Staffeln wurden außerdem auf dem österreichischen Fernsehsender ORF eins ausgestrahlt, wobei diese nicht in Reihenfolge gesendet wurden. Seit dem 27. Juni 2015 werden auch Episoden der dritten Staffel ausgestrahlt.

## Auszeichnungen und Nominierungen
| Tabellarische Übersicht der Auszeichnungen und Nominierungen | Tabellarische Übersicht der Auszeichnungen und Nominierungen | Tabellarische Übersicht der Auszeichnungen und Nominierungen | Tabellarische Übersicht der Auszeichnungen und Nominierungen | Tabellarische Übersicht der Auszeichnungen und Nominierungen |
| Jahr                                                         | Auszeichnung                                                 | Für                                                          | Kategorie                                                    | Resultat                                                     |
| ------------------------------------------------------------ | ------------------------------------------------------------ | ------------------------------------------------------------ | ------------------------------------------------------------ | ------------------------------------------------------------ |
| 2012                                                         | Young Artist Award                                           | Karan Brar                                                   | Best Performance in a TV Series – Supporting Young Actor     | Gewonnen                                                     |
| 2012                                                         | Popstar! Poptastic Awards                                    | Debby Ryan                                                   | Lieblings-TV-Schauspielerin                                  | Ausstehend                                                   |
| 2014                                                         | Nickelodeon Kids’ Choice Awards 2014                         | Debby Ryan                                                   | Lieblings-TV-Schauspielerin                                  | Nominiert                                                    |
| 2014                                                         | Nickelodeon Kids’ Choice Awards 2014                         | -                                                            | Lieblings-TV-Serie                                           | Nominiert                                                    |
| 2015                                                         | Nickelodeon Kids’ Choice Awards 2015                         | -                                                            | Lieblings-TV-Serie                                           | Nominiert                                                    |

## Spin-off
Ende April 2015 startete die Produktion des Spin-offs namens Camp Kikiwaka. In der Serie kommen Emma, Ravi und Zuri in ein Sommercamp, wo sich ihre Eltern kennengelernt haben. Die erste Folge wurde in den USA am 31. Juli 2015 im Anschluss an den Film Descendants – Die Nachkommen ausgestrahlt.